# Horst Angel
Horst Angel (* 13. Mai 1952; † 12. April 2009 in Schwerte-Villigst) war ein deutscher Fußballspieler, der auf der Position des Verteidigers spielte.

## Karriere
Horst Angel kam nach der Saison 1972/73 vom Absteiger aus der Regionalliga, Lüner SV, nach 22 Verbandsspielen (1 Tor), zu Preußen Münster in die Regionalliga West. In Lünen hatte er an der Seite von Dieter Zorc und Torhüter Detlef Behrens gespielt. Zusätzlich wurden von dem Gründungsmitglied der Bundesligarunde 1963/64 noch Günter Pangerl, Bernd Kipp, Rolf Blau, Salem Halilhodžić und Pedro Milašinčić verpflichtet. Im Herbst wurde noch mit Eckhard Deterding ein weiterer Stürmer nachverpflichtet. In der letzten Saison der zweitklassigen Regionalliga West, 1973/74, kam er unter Trainer Slobodan Cendic 20 mal zum Einsatz (2 Tore) und er qualifizierte sich am Ende mit Preußen Münster als Tabellenfünfter für die neu eingeführte 2. Bundesliga Nord. Hier absolvierte Angel von 1974 bis 1980 im Unterbau der Fußball-Bundesliga 139 Partien. Dabei erzielte er 12 Tore. Er belegte mit den Adlerträgern in den Runden 1975/76 – Mitspieler waren unter anderem Gerhard Welz, Benno Möhlmann, Rolf Grünther, Pedro Milasincic, Rolf Blau, Werner Fuchs, Hans-Werner Moors, Klaus-Dieter Jank –, 1977/78 und 1978/79 jeweils den dritten Rang in der 2. Bundesliga.
Angel belegt somit bei Preußen Münster den fünften Rang der absolvierten Zweitligaspiele.